# Pieter Verelst
Pieter Verelst (Heist-op-den-Berg, 5 februari 1990) is een Vlaams acteur en cabaretier. In 2014 won hij zowel de juryprijs als de persoonlijkheidsprijs op het Groninger Studenten Cabaret Festival (GSCF). In 2016 won hij de juryprijs op het Cameretten Festival.

## Opleiding
Verelst studeerde aan de Hogeschool voor de Kunsten, de toneelschool in Utrecht, waar hij in 2014 afstudeerde. Hij speelde in zijn studententijd mee in toneelstukken zoals de muziektheatervoorstelling Tijl Uilenspiegel, waarin hij te zien was als Tijl Uilenspiegel. Deze voorstelling werd in 2013 door het Nederlands Theaterfestival genomineerd voor een Gouden Krekel.

## Filmografie & tv
- Trizombie - als Erik en zombie (bijrol, tv-serie 2024)
- Lisa - als Maarten Cloet (gastrol, telenovelle, 2023)
- Het verhaal van Vlaanderen - als boer (gastrol, tv-serie 2023)
- 3Hz - als Tom (bijrol, tv-serie 2022)
- De Bunker 2 - als Vincent Kuppens (hoofdrol, tv-serie 2022)
- De Familie Claus 2 - als Fred (film, 2021)
- Glad IJs - als Bruno (tv-serie, 2021)
- Cruise Control - als Wim (film, 2020)
- De Kotmadam - als Klaas (gastrol, tv-serie, 2019)
- Kosmoo (tv-serie, 2018)
- Gevoel voor Tumor - als journalist (tv-serie, 2018)
- Voor de Leeuwen - als Pieter Verelst (hoofdrol, tv-show, 2017)
- Sorry voor Alles - als date (tv-show, 2017)
- De Club van Sinterklaas en het mysterie op de stoomboot - Vleugelaer (film, 2016)
- Dubbelspel - als Kevin (hoofdrol, webserie VTM, 2016)
- Paradise Trips - als Lexander (film, 2015)
- Problemski Hotel - als Wim (film, 2015)
- Suspicious Minds - als Rob (vaste rol, tv-serie, 2015)
- Familie - als Thomas Van den Bossche (hoofdrol, tv-serie, 2014-2016)
- Binnenstebuiten - als Jens Theunis (gastrol, tv-serie, 2013)
- Salamander - als jonge Gil Wolfs (gastrol, tv-serie, 2013)
- Aspe - als Willem Michiels (gastrol, tv-serie, 2013)
- Zone Stad - als Mick Van Hoof (gastrol, tv-serie, 2011)
- Familie - als Jonas (gastrol, tv-serie, 2010)

## Cabaret
- Altijd Aan (2025-heden)
- Ten Aarzel (2022-2024)
- Amai (2020-2022)
- Mijn Broer & Ik (2017-2019)
- 2016 juryprijs Cameretten Festival
- 2015 cultuurprijs
- 2014 juryprijs & persoonlijkheidsprijs Groninger Studenten Cabaret Festival (GSCF)

## Theater
- Varkensstal - bij theater Malpertuis (2022/2024)
- Amor mundi - bij Theater Malpertuis (2021/2023)
- Willem van Oranje - bij O.T. Theater & Tafel van Vijf (2018/2019)
- De drie mannen van Ypsilanti - Peter de Graef (2017/2018)
- De Witt Off Oranje - bij O.T. Theater & Tafel van Vijf (2016)
- Murder Ballad - bij Promitheus (2016)
- Ad & Eefje en het verloren Paradijs - bij Tafel van Vijf (2015)
- Thrill Me - bij Promitheus (2015)
- Oresteia - bij Noord Nederlands Toneel (2014)
- Tijl Uilenspiegel - bij Sonnevanck (2014)

## Stemmenwerk
- Thum Thum - als paddenstoel (reeks, hoofdrol 2021 en 2024)
- Pinocchio - als Japie Krekel (Disneyfilm, hoofdrol 2022)
- Ice Age Adventures of Buck Wild - als eekhoorn (film, hoofdrol 2022)
- Ups 2 - als Muppet Scratch (reeks, hoofdrol 2022)
- Rumble - als influencer (film, bijrol 2021)
- Ups - als Muppet Scratch (reeks, hoofdrol 2020)
- Playmobil the Movie - als Keizer Maximus (film, hoofdrol 2019)
- Blinky Bill - als Blinky Bill (film, hoofdrol 2019)
- Blinky Bill - als Blinky Bill (serie, hoofdrol 2018)
- Lego the Movie - als randfiguren (film, bijrollen 2017)
- Le Vent dans les Roseaux - als troubadour & eenhoorn (film, hoofdrol 2017)
- Sing - als randfiguren (film, bijrollen 2016)
- Ice Age Collision Course - als eekhoorn (film, hoofdrol 2016)
- Zorro - als Malapenza en Ching (reeks, hoofdrol 2016)
- De Kleine Prins - als randfiguren (reeks, bijrollen 2015)
- Tashi - als Tashi (reeks, hoofdrol 2015)
- Turbo - als Mamasté (film, bijrol 2015)
- Pieter Post - als Ben (film, hoofdrol 2015)
- Chica Vampiro - als Max de la Torre (serie, hoofdrol 2013)
- Ice Age Continental Drift - als eekhoorn (film, hoofdrol 2012)